# سان فيليبي بويبلو (نيومكسيكو)
سان فيليبي بويبلو (بالإنجليزية: San Felipe Pueblo CDP, New Mexico)‏ هي منطقة سكنية تقع بولاية نيومكسيكو في الولايات المتحدة. تبلغ مساحتها 31.6 كم2، وترتفع عن سطح البحر 1564 م، بلغ عدد سكانها 2,404 نسمة في عام 2010 حسب إحصاء مكتب تعداد الولايات المتحدة وتصل الكثافة السكانية فيها 76.1 نسمة لكل كيلومتر مربع (197.1/ميل2).

## التركيبة السكانية
حدّد مكتب تعداد الولايات المتحدة بيانات التركيبة السكانية لسان فيليبي بويبلو في تعداد الولايات المتحدة. في ما يلي، التركيبة السكانية حسب تعدادي 2000 و2010.

### تعداد عام 2000
بلغ عدد سكان سان فيليبي بويبلو 2,080 نسمة بحسب تعداد عام 2000، وبلغ عدد الأسر 368 أسرة وعدد العائلات 342 عائلة مقيمة في المنطقة السكنية. في حين سجلت الكثافة السكانية 65.8 نسمة لكل كيلومتر مربع (170.4/ميل2). وبلغ عدد الوحدات السكنية 405 وحدة بمتوسط كثافة قدره 12.8 لكل كيلومتر مربع (33.2/ميل2).
وتوزع التركيب العرقي للمنطقة السكنية بنسبة 0.10% من البيض و99.18% من الأمريكيين الأصليين و0.29% من الأعراق الأخرى و0.43% من عرقين مختلطين أو أكثر و0.62% من الهسبانيون أو اللاتينيون من أي عرق.
بلغ عدد الأسر 368 أسرة كانت نسبة 78.8% منها لديها أطفال تحت سن الثامنة عشر تعيش معهم، وبلغت نسبة الأزواج القاطنين مع بعضهم البعض 34.8% من أصل المجموع الكلي للأسر، ونسبة 38.9% من الأسر كان لديها معيلات من الإناث دون وجود شريك، بينما كانت نسبة 19.3% من الأسر لديها معيلون من الذكور دون وجود شريكة وكانت نسبة 7.1% من غير العائلات. تألفت نسبة 5.4% من أصل جميع الأسر من عدة أفراد يعيشون في نفس المنزل ونسبة 0.5% كانت تتألف من شخص يعيش بمفرده يبلغ من العمر 65 عاماً أو أكثر. وبلغ متوسط حجم الأسرة المعيشية 5.65، أما متوسط حجم العائلات فبلغ 5.60.
بلغ العمر الوسطي للسكان 25.1 عاماً. وكانت نسبة 37.7% من القاطنين تحت سن الثامنة عشر، وكانت نسبة 12% بين الثامنة عشر والرابعة والعشرين عاماً، ونسبة 31.3% كانت واقعةً في الفئة العمرية ما بين الخامسة والعشرين والرابعة والأربعين عاماً، ونسبة 14.7% كانت ما بين الخامسة والأربعين والرابعة والستين، ونسبة 4.3% كانت ضمن فئة الخامسة والستين عاماً فما فوق. يوجد لكل 100 أنثى 102.7 ذكر، ويوجد لكل 100 أنثى في الثامنة عشر من عمرها فما فوق 96.2 ذكر.
بلغ متوسط دخل الأسرة في المنطقة السكنية 29,800 دولارًا، أما متوسط دخل العائلة فبلغ 28,264 دولارًا. وكان متوسط دخل الذكور 17,162 دولارًا مقابل 16,771 دولارًا للإناث. وسجل دخل الفرد الخاص بالمنطقة السكنية 6,225 دولارًا. وكانت نسبة 34.3% من العائلات ونسبة 38.2% من السكان تحت خط الفقر، وكان من هؤلاء نسبة 49.1% تحت سن الثامنة عشر ونسبة 42.1% في الخامسة والستين من العمر وما فوق.

### تعداد عام 2010
بلغ عدد سكان سان فيليبي بويبلو 2,404 نسمة بحسب تعداد عام 2010، وبلغ عدد الأسر 430 أسرة وعدد العائلات 390 عائلة مقيمة في المنطقة السكنية. في حين سجلت الكثافة السكانية 76.1 نسمة لكل كيلومتر مربع (197.1/ميل2). وبلغ عدد الوحدات السكنية 460 وحدة بمتوسط كثافة قدره 14.6 لكل كيلومتر مربع (37.8/ميل2).
وتوزع التركيب العرقي للمنطقة السكنية بنسبة 0.29% من البيض و99.17% من الأمريكيين الأصليين و0.04% من الأعراق الأخرى و0.50% من عرقين مختلطين أو أكثر و0.67% من الهسبانيون أو اللاتينيون من أي عرق.
بلغ عدد الأسر 430 أسرة كانت نسبة 72.1% منها لديها أطفال تحت سن الثامنة عشر تعيش معهم، وبلغت نسبة الأزواج القاطنين مع بعضهم البعض 33% من أصل المجموع الكلي للأسر، ونسبة 39.5% من الأسر كان لديها معيلات من الإناث دون وجود شريك، بينما كانت نسبة 18.1% من الأسر لديها معيلون من الذكور دون وجود شريكة وكانت نسبة 9.3% من غير العائلات. تألفت نسبة 7.9% من أصل جميع الأسر من عدة أفراد يعيشون في نفس المنزل ونسبة 2.8% كانت تتألف من شخص يعيش بمفرده يبلغ من العمر 65 عاماً أو أكثر. وبلغ متوسط حجم الأسرة المعيشية 5.59، أما متوسط حجم العائلات فبلغ 5.70.
بلغ العمر الوسطي للسكان 26.7 عاماً. وكانت نسبة 35.7% من القاطنين تحت سن الثامنة عشر، وكانت نسبة 11.6% بين الثامنة عشر والرابعة والعشرين عاماً، ونسبة 27.6% كانت واقعةً في الفئة العمرية ما بين الخامسة والعشرين والرابعة والأربعين عاماً، ونسبة 18.7% كانت ما بين الخامسة والأربعين والرابعة والستين، ونسبة 6.4% كانت ضمن فئة الخامسة والستين عاماً فما فوق. وتوزع التركيب الجنسي للسكان بنسبة 48.3% ذكور و51.7% إناث.